# ماي شين
ماي شين (بالإنجليزية: Mai Shein) (من مواليد 10 مايو 1946 في ريجي، ساريما) وهي مهندسة معمارية إستونية بارزة.
درست ماي شين في المعهد الوطني للفنون في إستونيا (أكاديمية الفنون الإستونية اليوم) في قسم الهندسة المعمارية. تخرجت من المعهد عام 1970.
من عام 1970 إلى عام 1990 ، عملت ماي شين في مكتب تالين بمكتب التصميم السوفياتي تزيتروسجيز. حاليا، شين تعمل في المكتب المعماري ماي شين.
أعمالها البارزة تتمثل في نادي الغولف نتفيليجا في تالين وبناء قسم علم الطاقة بالجامعة التقنية في تالين ومبني سكني بشارع كوديلا على طريق الصداقة.
شين عضوة في اتحاد المهندسين المعماريين الإستونيين.

## أعمالها
- نادي الغولف نتفيجليجا في تالين ، عام 1998 ( مع جان تديمان )

- محطة حرس الحدود كوديلا

- قسم علم الطاقة في جامعة تالين التقنية، 2004 (مع أندريوس بادو)

- مبنى سكني بشارع كوديلا (مع أندرويوس بادو)

- مساكن الشرفة على طريق الصداقة (مع أندريوس بادو)

- فندق سيكجوفو الصديق للبيئة في اوتيبا